# Real de Gandía
Real de Gandía è un comune spagnolo di 1 870 abitanti situato nella comunità autonoma Valenciana.